# Eduard Gräf
Eduard Gräf (* 13. Dezember 1870 in Wetzhausen; † 1. Januar 1936 in Frankfurt am Main) war ein deutscher sozialdemokratischer Politiker.

## Leben
Gräf arbeitete bis 1898 als Steindruckergehilfe. Bereits 1888 wurde er Mitglied der SPD und der freien Gewerkschaften. Im Jahr 1890 war er Mitbegründer der SPD in Frankfurt und hatte seit 1891 Parteiämter inne. Er war seit 1891 Vorsitzender des Vereins Arbeiterschutz in Bockenheim. Zwischen 1899 und 1919 war er hauptberuflich Arbeitersekretär in Frankfurt am Main. Seit 1894 war Gräf Vorstandsmitglied und seit 1897 Vorsitzender der Ortskrankenkasse Frankfurt. Auch diese Position hatte er bis 1919 inne. Außerdem war er zwischen 1899 und 1920 Mitglied im Zentralvorstand des Hauptverbandes der Ortskrankenkassen.
Gräf war zwischen 1906 und 1919 Mitglied der Stadtverordnetenversammlung in Frankfurt. Seit 1901 amtierte er als stellvertretender Stadtverordnetenvorsteher. Zwischen 1913 und 1918 war Gräf Vorsitzender der sozialdemokratischen Landesorganisation für Hessen-Nassau.
Zwischen 1919 und 1921 war Gräf Mitglied der verfassungsgebenden preußischen Landesversammlung und war Vorsitzender der SPD-Fraktion. Außerdem war er zwischen April 1919 und Mai 1920 Unterstaatssekretär im Preußischen Wohlfahrtsministerium sowie 1919 Beirat im Reichsgesundheitsamt. Im Jahr 1920 war er Vizepräsident des preußischen Staatsrates. Außerdem war Gräf zwischen 1919 und 1932 Mitglied des Kommunallandtages im Regierungsbezirk Wiesbaden und war 1929 bis 1932 Präsident des Gremiums.
Von 1920 bis 1932 war Gräf hauptamtlicher Bürgermeister und Dezernent für Jugend und Wohlfahrt in Frankfurt. Danach trat er in den Ruhestand.

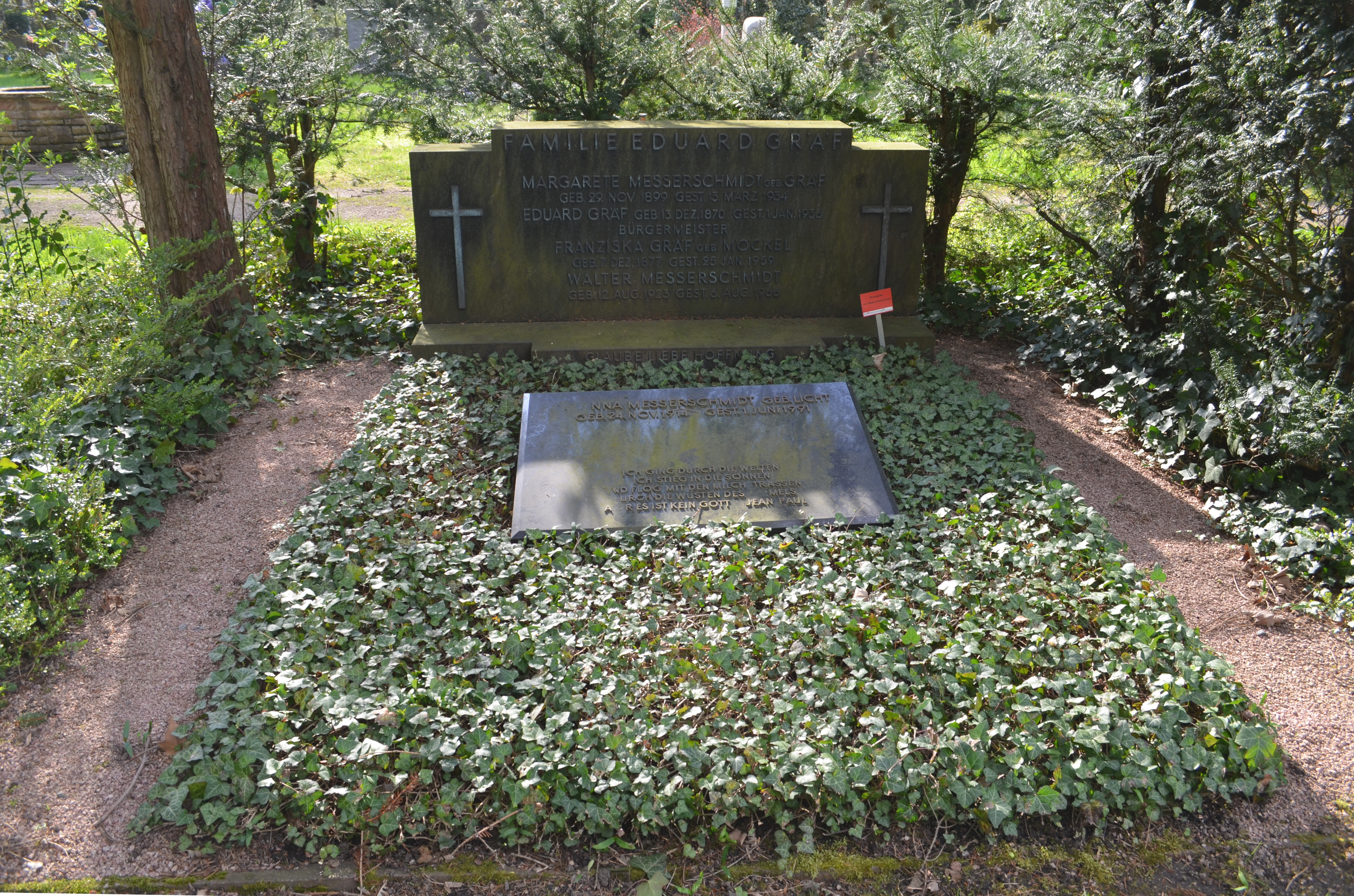
Eduard Gräfs Grab auf dem Frankfurter Hauptfriedhof

Im Jahr 1930 erhielt Gräf die Ehrendoktorwürde (Dr. med. h. c.) der Ludwig-Maximilians-Universität München. 1930 wurde er von der Universität Frankfurt zum Ehrendoktor ernannt. In Frankfurt ist eine Straße nach Gräf benannt. Auch die Stadt Bad Orb im Main-Kinzig-Kreis in Hessen hat dem Förderer des Frankfurter Schullandheimes Kinderdorf Wegscheide zum Namenspatron ihrer Gräfstraße erwählt. Sein Grab auf dem Hauptfriedhof Frankfurt ist ein Ehrengrab.